# TopGun (artillerie)
TopGun est un système de guidage complémentaire qui convertit les munitions d'artillerie standard en une arme guidée de précision. Il est fabriqué par Israel Aerospace Industries. Il utilise un récepteur GPS pour ajuster la trajectoire de l'obus en vol avec une erreur circulaire probable (CEP) de 10 m jusqu'à 40 km avec un coût unitaire de 20 000 $ US. Ce système est utilisé par l'armée israélienne. 

## Sources et références
1. ↑  « Israel Aerospace Industries (IAI) Space and Missiles MLM Products Precision Strike Systems Top Gun », www.iai.co.il (consulté le 2 décembre 2017)
2. ↑  « IDF takes TopGun artillery guidance system into service - Jane's 360 », www.janes.com (consulté le 2 décembre 2017)
3. ↑  Opall-Rome, « Israeli Army Taps IAI’s Topgun for Precision Artillery Project », defensenews.com, 8 août 2017 (consulté le 2 décembre 2017)